# 624 г. пр.н.е.

## Събития

### В Азия

#### В Асирия
- В зависимост от хронологията цар на Асирия е Ашур-етил-илани (631 – 627 или 627 – 623 г. пр.н.е) или Синшаришкун (627 – 612 или 623 – 612 г. пр.н.е.).

#### Във Вавилония
- Набополaсар (626 – 605 г. пр.н.е.) е цар на Вавилония.[1] В първите години на управлението си той води борба за свобождаването на цяла Вавилония от асирийска власт.

#### В Мидия
- Киаксар (625 – 585 г. пр.н.е.) е цар на Мидия.[2]

### В Африка

#### В Египет
- Псаметих (664 – 610 г. пр.н.е.) е фараон на Египет.[3][4]

### В Европа
- В Гърция се провеждат 39-тe Олимпийски игри:
  - Победител в дисциплината бягане на разстояние един стадий става Рипсолай от Лакония.[5]
  - Хипостен от Лакония, който печели състезанието по борба за момчета през 632 г. пр.н.е., става шампион по борба за мъже. Този свой успех той повтаря в следващите четири олимпийски игри.[5]

## Родени
- Талес,[6] древногръцки философ, смятан за първия философ в гръцката традиция (умрял ок. 545 г. пр.н.е.)